# Giraldilla 2002
Die Giraldilla 2002 im Badminton fanden vom 28. März bis zum 3. April 2002 in Havanna statt.

## Sieger und Platzierte
| Disziplin    | Gold                                    | Silber                          | Bronze                             |
| ------------ | --------------------------------------- | ------------------------------- | ---------------------------------- |
| Herreneinzel | Li Yong Ying                            | Sam Smith                       | Erick Anguiano                     |
| Herreneinzel | Li Yong Ying                            | Sam Smith                       | Sho Sasaki                         |
| Dameneinzel  | Dayanis Alvarez                         | Isaura Medina                   | Lyndsay Thomson                    |
| Dameneinzel  | Dayanis Alvarez                         | Isaura Medina                   | Katherine Ronca                    |
| Herrendoppel | Christian Bernhard Cristiano Bevilacqua | Darron Charles Sho Sasaki       | Yunier Alvarez Alexander Hernández |
| Herrendoppel | Christian Bernhard Cristiano Bevilacqua | Darron Charles Sho Sasaki       | Raicel Acosta Lázaro Yonier Jérez  |
| Damendoppel  | Dunia Bencomo Yudielis Lazo             | Katherine Ronca Lyndsay Thomson | Isaura Medina Leidiana Valdez      |
| Damendoppel  | Dunia Bencomo Yudielis Lazo             | Katherine Ronca Lyndsay Thomson | Zaday Acosta Dayanis Alvarez       |
| Mixed        | Lázaro Yonier Jérez Dayanis Alvarez     | Ilian Perez Solángel Guzmán     | Yunier Alvarez Isaura Medina       |
| Mixed        | Lázaro Yonier Jérez Dayanis Alvarez     | Ilian Perez Solángel Guzmán     | Christian Bernhard Leidiana Valdez |